# Incolto signorile
Col termine di incolto signorile si indica una terra comune dove tutti i membri di una comunità avevano diritto di passaggio durante il periodo feudale medievale.
La parte di un dominio di un feudo che non era coltivata era definita incolto signorile ed era destinata a particolari usi pubblici come ad esempio la costruzione di strade o ad aree per il pascolo per gli animali del signore e dei suoi tenutari.
Sovente in queste aree non coltivate, durante la prima età moderna (e cioè con l'inizio della decadenza del concetto feudale medievale) vennero realizzati numerose costruzioni abusive, cioè lesive del diritto stesso dell'incolto signorile. Un esempio di questa pratica può essere considerato l'attuale centro storico del villaggio di Bredfield nel Suffolk, in Inghilterra.